# P. Mobil-tagok listája

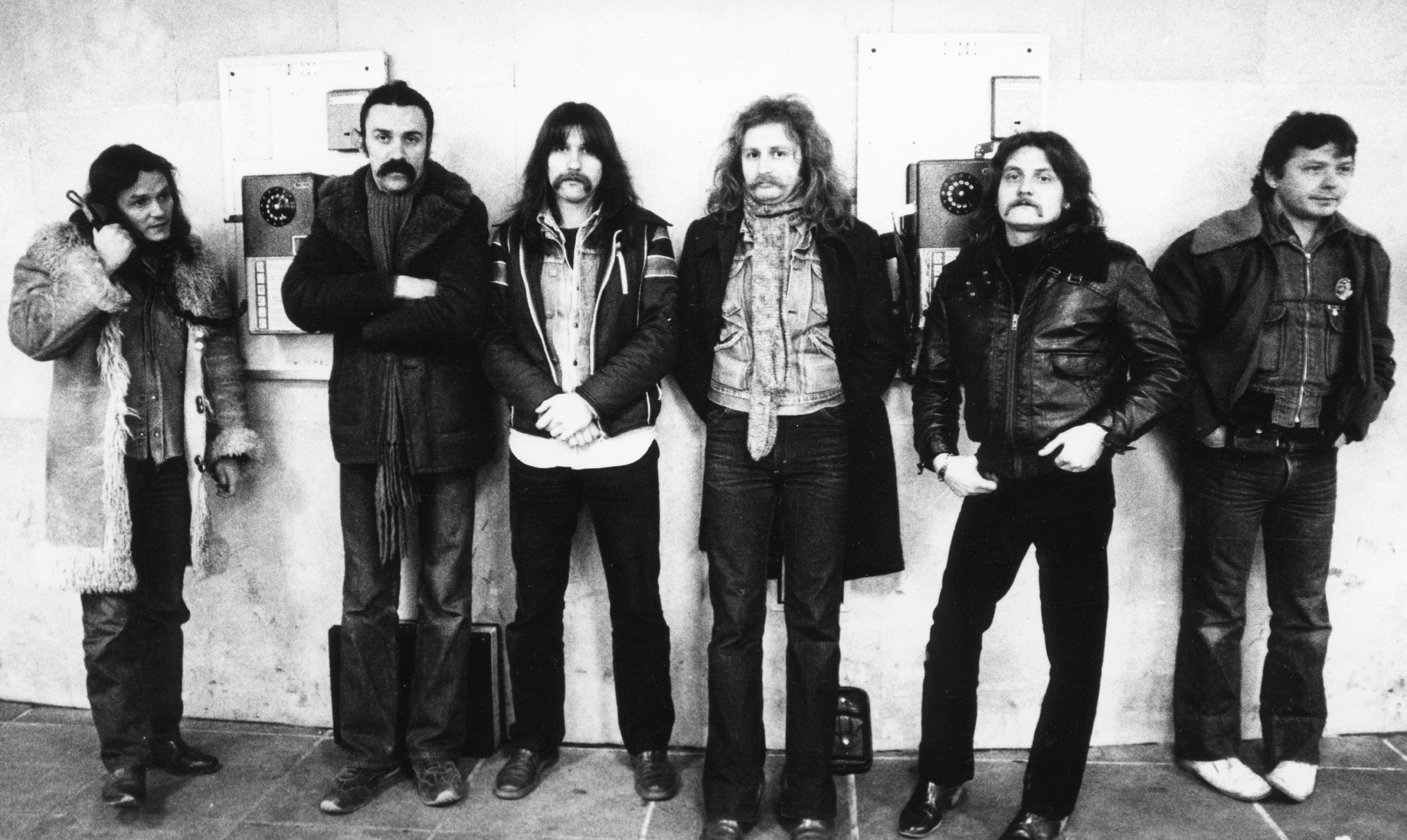
P. Mobil 1986-ban: Tunyogi Péter, Schuster Lóránt, Zeffer András, Sárvári Vilmos, Kékesi László, Mareczky István

A P. Mobil magyar hard rock együttes. Fennállása során többször változott az összetétele, számos zenész fordult meg a zenekarban.

## A tagváltozások története
Jelenlegi nevén a P. Mobil 1973 óta működik, amikor a botrányosnak ítélt Gesarolt meg kellett változtatniuk. Így első felállása megegyezik az utolsó Gesarol-felállással (1992-ben a Gesarol korábbi tagok egy részével újjáalakult, a P. Mobiltól függetlenül működik).
Az együttes egyik sajátossága a zenekarvezető Schuster Lóránt szerepköre: nem énekel szólót és nem játszik hangszereken, hanem showmanként van jelen a színpadon: konferál, fokozza a közönség hangulatát  tapsgéppel, látványelemekkel (ezeket saját szavaival „vizuális karónak” hívja, mivel hozzájuk lehet kötni a dalokat). A lemezeken elsősorban vokálban és prózai betétekben hallható (1999-ben a Színe-java 1. – Színe albumon és a hozzá kapcsolódó turnén néhány dalban énekelt). Ezen kívül ő írja a dalszövegeket és intézi a zenekari ügyeket. Ez egyfajta kényszer eredménye: a szocializmus idején nem lehetett egy együttesnek hivatalosan menedzsere, így ezekhez a feladatokhoz neki is be kellett lépnie tagként (az ORI-vizsgát ütőhangszerekből tette le).
Az 1970-es években – részben a lemezlehetőség hiánya miatt – gyakoriak voltak a tagcserék. A kezdeti társak közül Bencsik Sándor gitáros tartott ki. 1974-ben csatlakozott Vikidál Gyula (korábban már énekelt a Gesarolban, gyakorlatilag visszatért), Kékesi „Bajnok” László basszusgitáros és Pálmai Zoltán dobos. Vikidál 1976-ban ismét elhagyta a zenekart, de fél év múlva visszatért.
Billentyűse sokáig nem volt az együttesnek, legfeljebb alkalmanként hívtak meg vendégzenészt vagy játszott orgonán, zongorán valamelyik tag. 1977-ben azonban felfigyeltek a Napsugár együttesben játszó Cserháti Istvánra, akit ezt követően áthívtak magukhoz, így kialakult a klasszikusként számon tartott Schuster, Vikidál, Bencsik, Kékesi, Cserháti, Pálmai felállás. Lemezfelvételük azonban nem készült, mivel 1978-ban Pálmait besorozták katonának. A helyére Mareczky István került, vele készültek az első kislemezek és a Láng Művelődési Központban rögzített koncertfelvétel, amely húsz évvel később látott napvilágot Az „első” nagylemez '78 címmel. Bár kevésbé volt képzett dobos, annyira sikerült beilleszkednie, hogy Pálmai leszerelése után is az ő maradása mellett szavaztak a társai.
A következő távozó 1979-ben Vikidál Gyula volt, aki a Dinamit supergroup tagja lett. Kilépését követően az együttes hollandiai turnén vett részt, amin Kékesi László énekelt, majd a hazatérés után Tunyogi Péter lett az új énekes. A közönség kezdetben kételkedve fogadta (olyan pletykák keltek szárnyra, hogy nem fogja bírni és „be fog vérezni a torka”), de hamar sikerült bizonyítania (ekkor meg azt hitték a kétkedők, hogy Vikidál hangja szólt magnóról).
Bár három kislemeze megjelent a P. Mobilnak (kettő Vikidállal, egy Tunyogival), nagylemezük továbbra sem készült, ami tovább növelte a feszültségeket. 1980-ban előbb felvetődött Schuster eltávolítása, majd a többi tag jelentette be kilépését. Bencsik és Cserháti új együttest alapítottak P. Box néven, Tunyogi, Kékesi és Mareczky azonban visszavonták a távozásról szóló nyilatkozatukat, így egy rövid leállás után újraindult a zenekar. Az új tagok Sárvári Vilmos gitáros és Zeffer András billentyűs lettek, mindketten az S.O.S-ből érkeztek.
Ezután a felállás nagyrészt stabilizálódott, csak a dobos poszton voltak változások: 1983-ban Mareczky disszidált Ausztráliába, egy rövid átmenetet követően Donászy Tibor (ex-Beatrice) vette át a helyét. 1985 végén az együttes felfüggesztette működését. A tagok közül Zeffer és Donászy be is jelentették a kilépésüket.
A visszatérés előkészületei 1993-ban kezdődtek. A dobos posztra Mareczkyt hívták vissza. A Ferihegyen látványos visszatérést rendeztek számára: egy vasketrecben szállították haza, mint „utolsó különleges állatfajt”.  Billentyűst kezdetben nem akartak, majd több név felmerült: Cserháti István visszahívása, a Gesarolban játszó Laki Zoltán,   a Karthagóból és a Lordból ismert Gidófalvy Attila, a korábban a Skorpióban és a Dinamitban játszó Papp Gyula, de végül Zeffer András „maradására” esett a választás. Így a hivatalos visszatérést jelentő 1994-es Fradi-pályás koncerten és az Ez az élet, Babolcsai néni! albumon újra az 1980-83 közötti felállás játszott.
Nem sokkal ezután Mareczky visszament Ausztráliába, így ismét dobosváltásokra került sor, 1995-ben Németh Gábor jelentette a tartós megoldást. 1996 végén jelentős szakadás következett be: Tunyoginak, Kékesinek és Zeffernek több okból kifolyólag (a párhuzamosan működő Tunyogi Band, alkoholproblémák, anyagi viták, playback-haknik diszkókban) távoznia kellett. 1997 elején Rudán Joe énekes (Pokolgép) és Póka Egon basszusgitáros (Hobo Blues Band) érkezett a helyükre, jelentős változást eredményezve a zenekar hangzásvilágában. Velük készült el a Kutyából szalonna album, azonban Schuster politikusi szerepvállalása újabb vitákat eredményezett, Póka Egon és Németh Gábor kiléptek, bár előbbi 1999-ben, utóbbi 2001-ben visszatért. A másik vitakérdés az volt, hogy legyen-e billentyűs vagy sem. 1998-ban Papp Gyula, 2000-ben Fogarasi János csatlakozott egy rövid időre, de végül a tisztán gitáralapú zene mellett döntött Schuster.
2001-ben létrejött a P. Mobil egyik legstabilabb felállása: Schuster, Rudán, Sárvári, Póka, Németh és ifj. Tornóczky Ferenc gitáros. Egészen 2007-ig játszottak együtt, bár új lemezük nem készült. 2007 májusában a tagság úgy döntött, hogy Rudán Joe-nak november után távoznia kell. Helyére 2008 elején a fiatal Baranyi László érkezett. Egy évvel később Németh Gábort váltotta Szakadáti Mátyás, Póka és Tornóczky társa a Póka Egon Experience-ben. Ebben az összetételben készült a Mobileum album, de év végén újabb tagcserék következtek, a Póka Egon Experience három tagja kilépett. Schuster kezdetben felvetette Kékesi László és Németh Gábor visszahívását, de hamar letett erről a szándékáról. Visszatért Papp Gyula, így újra lett billentyűs, valamint vele érkezett két társa a Papp-Sárdy NBB-ből, Tarnai Dániel basszusgitáros és Szebelédi Zsolt dobos. 2013-ban Papp Gyulát Szabó Péter (ős-Pandora's Box, Gesarol, Bajnok Rock Team, Tunyogi Rock Band) váltotta. Ez a felállás egészen 2020 januárjáig játszott együtt, amikor saját karrierjének építése miatt Szebelédi Zsolt dobos elhagyta a zenekart. Helyére 42 év után visszatért a zenekarba Pálmai Zoltán. 2022 elején Pálmai azonban újra távozott, helyére Gulyás Máté érkezett.[forrás?]

## Az együttes elődeinek tagjai
Az 1965-ben alakult Hausbyrds és az 1969-ben helyére lépő Gesarol felállásairól nincs pontos, részletes forrás, Sárvári Vilmos Örökmozgó lettem című könyve alapján nagyobb vonalakban követhetők a tagcserék:
„Kis Gajdos”, „Illés Johnny”, Szakács László. Szakács Gábor belép, Bernáth Rezső belép, Pótz-Nagy Ágoston belép, Kis Gajdos kilép, Illés Johnny kilép. Schuster Ervin be, Szabó Jani be, Szabó Jani ki, Sándor József be, Tóth Éva be, Tóth Éva ki, Schuster Lóránt be, Szakács Gábor ki, Schuster Ervin ki, Cziránku Sándor be, Tóth Sándor be, Tóth Sándor ki, Huszár Györgyi be, Bernáth Rezső ki, Vikidál Gyula be, Pótz Nagy Ágoston ki, Cziránku Sándor ki, Bencsik Sándor be, Póta András be, Losó László be, Serényi Miklós be, Vikidál Gyula ki, Szakács László ki.

## Idővonal
* Póka Egon
** Lieber Péter és Szkladányi András
*** Póta András
**** Mareczky István, Póta András és Döme Dezső
***** Herpai Sándor
****** Szakadáti Mátyás és Szebelédi Zsolt

## Alkalmi újraegyesülések

### Koncertek korábbi felállásban
- 1992: a Rockszövetség egyik rendezvényén egy koncert erejéig összeáll a P. Mobil. Schuster, Tunyogi, Sárvári és Kékesi mellett Szekeres Tamás gitáros és Döme Dezső dobos közreműködik (utóbbi később a P. Mobil tagja lett egy ideig).
- 2005, Szigetszentmiklós, Kaposvár (Cserháti István-emlékkoncertek): R. Mobil („régi” Mobil) néven az 1983–85 közötti tagsággal (Schuster, Tunyogi, Sárvári, Kékesi, Zeffer, Donászy)
- 2007 novembere, Tunyogi évek-turné: az 1980–83 közötti tagsággal (Schuster, Tunyogi, Sárvári, Kékesi, Zeffer, Mareczky), a tervezett koncertekből kettő valósult meg (Kaposvár, Budapest – Josefina)

### Egykori tagok vendégszereplései
- 1984-ben a Honfoglalás albumon a címadó szvit egy-egy tételének felvételeiben Vikidál Gyula és Bencsik Sándor is részt vettek (Cserháti István nevét is feltüntették, bár ő nem játszott a lemezen)
- 1995-ben a Petőfi Csarnok-beli és az 1997-es martonvásári Bencsik Sándor-emlékkoncerteken, valamint A zöld, a bíbor és a fekete album címadó dalában Vikidál Gyula is énekelt, valamint a Honfoglalás szimfonikus változatának ősbemutatóján Budapest Kongresszusi Központban Pálmai Zoltán és Donászy Tibor, és Herpai Sándor (aki később szintén tag volt egy ideig) is játszott.
- 1996-ban a Körcsarnokban a Honfoglalásban Cserháti István is játszott
- 1997-ben a martonvásári Bencsik Sándor emlékkoncerten Vikidál Gyula,Tunyogi Péter,Kékesi László, és Zeffer András is közreműködött.
- 1999-ben Vikidál Gyula részt vett néhány koncerten (köztük a Népstadionban) és a Színe-java album felvételeiben
- 2003-ban Székesfehérváron Losó László is játszott az együttessel
- 2004-ben Tunyogi Péter szerepelt Diósgyőrben, Szolnokon és Kaposvárott
- 2007-ben a Rockaréna fesztiválon Tunyogi Péter és Kékesi László vendégszerepeltek
- 2010-ben a P. Mobil karácsonyon Kékesi László is játszott
- 2012-ben az évzáró Zappa Cafe-beli koncerten valamint a március végi PeCsa Music Cafe-beli koncerten játszott Kékesi László, az Égi zenekar Fesztiválon pedig Bajnok mellett Pálmai Zoltán is játszott
- 2013-ban több koncerten is játszott Kékesi László (pl. Josefina, Budapest Park, Crazy Mama) és Mareczky István (Zappa Cafe, Vekeri Fesztivál, Nagybalog)
- 2015-ben a július 17-ei, Városliget Sörsátorbeli koncerten a Simli Show-ban Kékesi László játszott az együttessel, szeptember 11-én  Losó László is színpadra állt az együttessel, december 12-én a Crazy Mamában két számban Pálmai Zoltán dobolt.
- 2016-ban több koncerten újra játszott Kékesi László,az évnyitó klubkoncerten Szakács László is fellépett. Az augusztus 13-ai Honfoglalás határok nélkül néven futó koncerten, valamint augusztus 15-én Esztergomban pedig Pálmai Zoltán dobolt Szebelédi Zsolt mellett. Pálmai augusztus 20-án is játszott a P.Mobillal.
- 2017-ben Mareczky István egy-egy dal erejéig dobolt a Várkert Bazárban és a Kincsem Parkban. Ezek voltak a dobos utolsó fellépései.

## Fontosabb közreműködők
- Földes László (Hobo) – ének, szövegíró; a hetvenes években vendégszerepelt néhány koncerten, dalszövegeket is írt az együttesnek (Honfoglalás, Miskolc, Utolsó cigaretta).
- Deák Bill Gyula – ének; vendégszerepelt koncerteken a hetvenes években, valamint 1995-ben a Petőfi Csarnokban, 1999-ben a Népstadionban, 2001-ben a Radics Béla emlékkoncerten, 2005-ben a Cserháti István-emlékkoncerten. A Zöld a bíbor és a fekete 1995-ös felvételén és a Kutyából szalonna albumon is énekelt.
- Varga Miklós – ének; 1995 PeCsa és A zöld, a bíbor és a fekete.
- Bergendy István – szaxofon; Csillag leszel 1980-as felvétele és PeCsa 1995.
- Gál Gábor – gitár; 1994 Fradi-pálya.
- Tunyogi Bernadett, Tunyogi Orsi – vokál, 1994 Fradi-pálya és Ez az élet, Babolcsai néni! album.
- Tátrai Tibor – gitár; az 1970-es években tagjelölt volt, de ragaszkodott volna ahhoz, hogy egyedüli gitáros legyen, így nem vették be.